# اچ‌ام‌اس کاتیستوک (ام۳۱)
اچ‌ام‌اس کاتیستوک (ام۳۱) (به انگلیسی: HMS Cattistock (M31)) یک کشتی است که طول آن 60 m می‌باشد. این کشتی در سال ۱۹۸۱ ساخته شد.